# Gotthilf Benz Turngerätefabrik
Die Gotthilf Benz Turngerätefabrik GmbH & Co KG ist einer der führenden deutschen Hersteller von Turn- und Sportgeräten weltweit mit Hauptsitz im baden-württembergischen Winnenden und einer Tochtergesellschaft in Österreich.

## Geschichte
Das Familienunternehmen wurde im Jahr 1907 gegründet, verfügt über eine eigene Planungs-, Entwicklungs- und Konstruktionsabteilung und stellt nun seit vier Generationen die gesamte Palette von Turn- und Gymnastikgeräten für den Schul-, Vereins- und Breitensport her. Das Unternehmen ist seit 2006 Marktführer für die Komplettausstattung von Turnhallen in Deutschland und zählt europaweit zu den marktführenden Herstellern von Turngeräten,
wie Böcken, Sprossenwänden, Sprungtischen und Schwebebalken.
Nationale und internationale Veranstaltungen, wie z. B. die Leichtathletik-Weltmeisterschaften 2009 in Berlin, wurden mit Benz-Sportgeräten durchgeführt. Der Deutsche Leichtathletik-Verband führt den Hersteller Benz als offiziellen Sportgeräte-Ausrüster des DLV, der Deutsche Turner-Bund als offiziellen Partner des DTB.

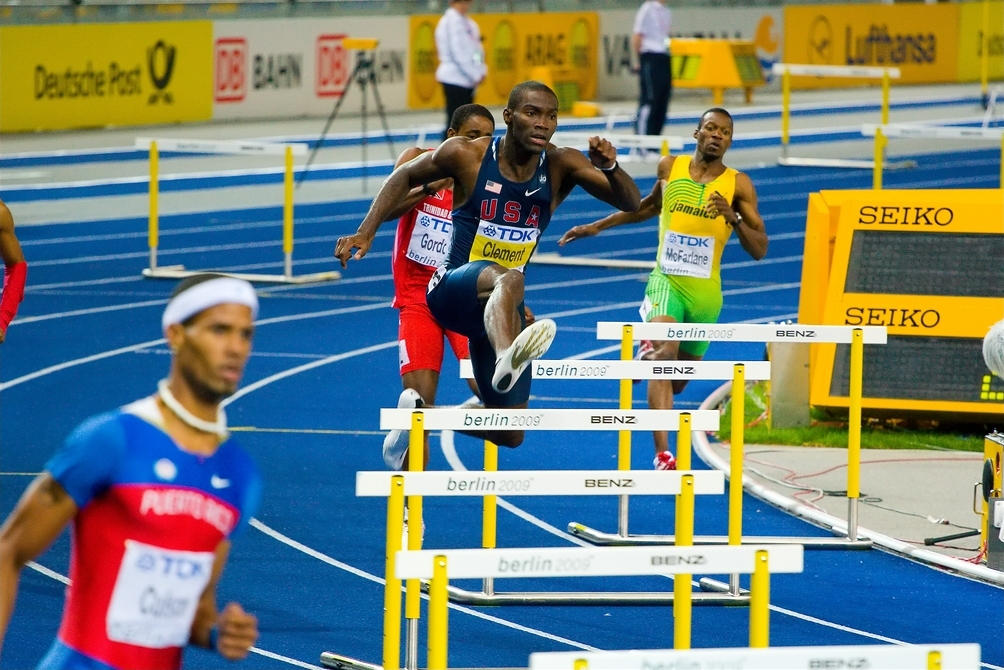
Hürden
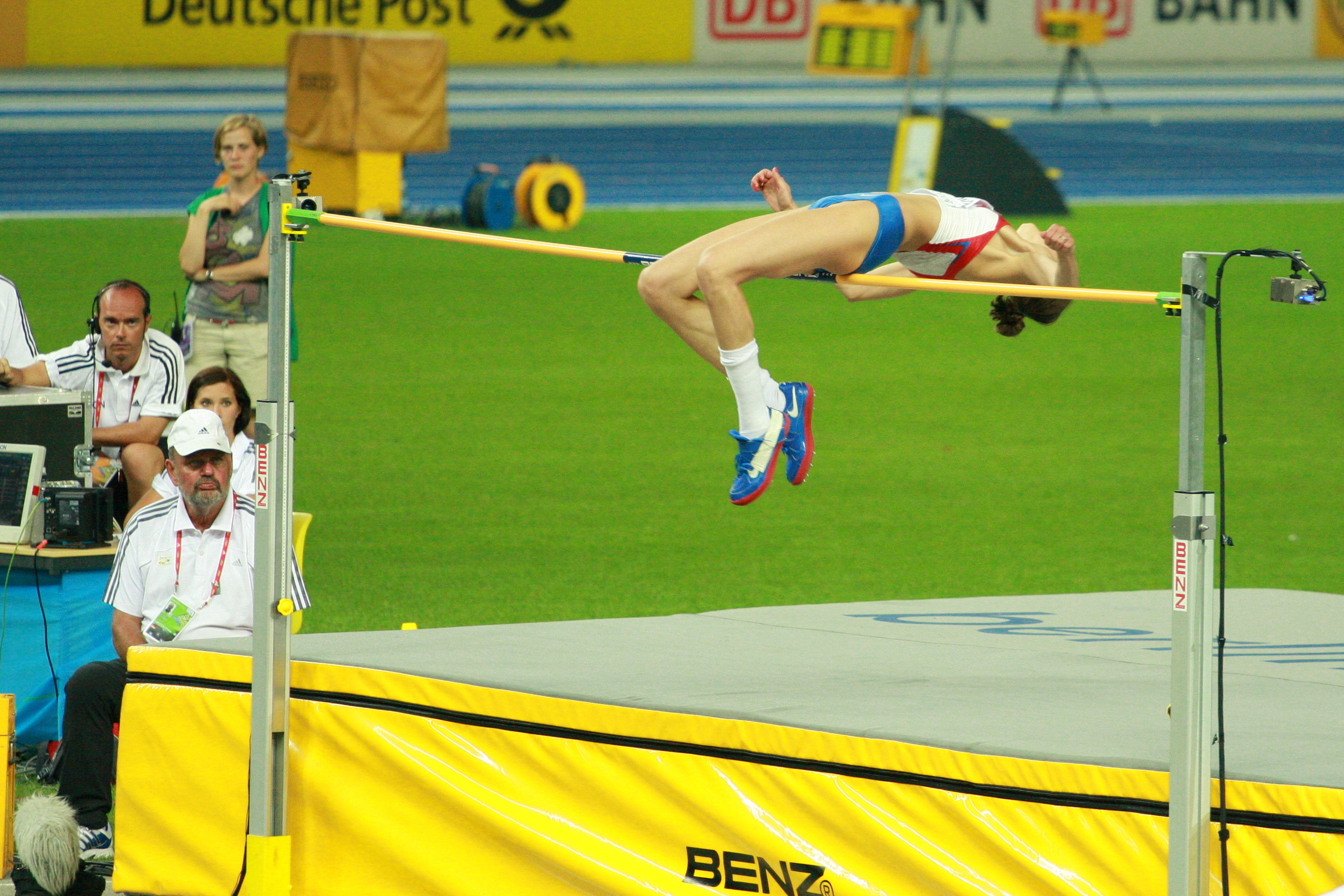
Hochsprung
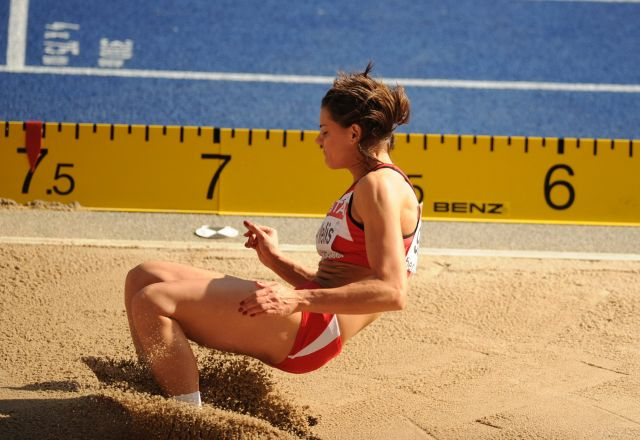
Weitsprung
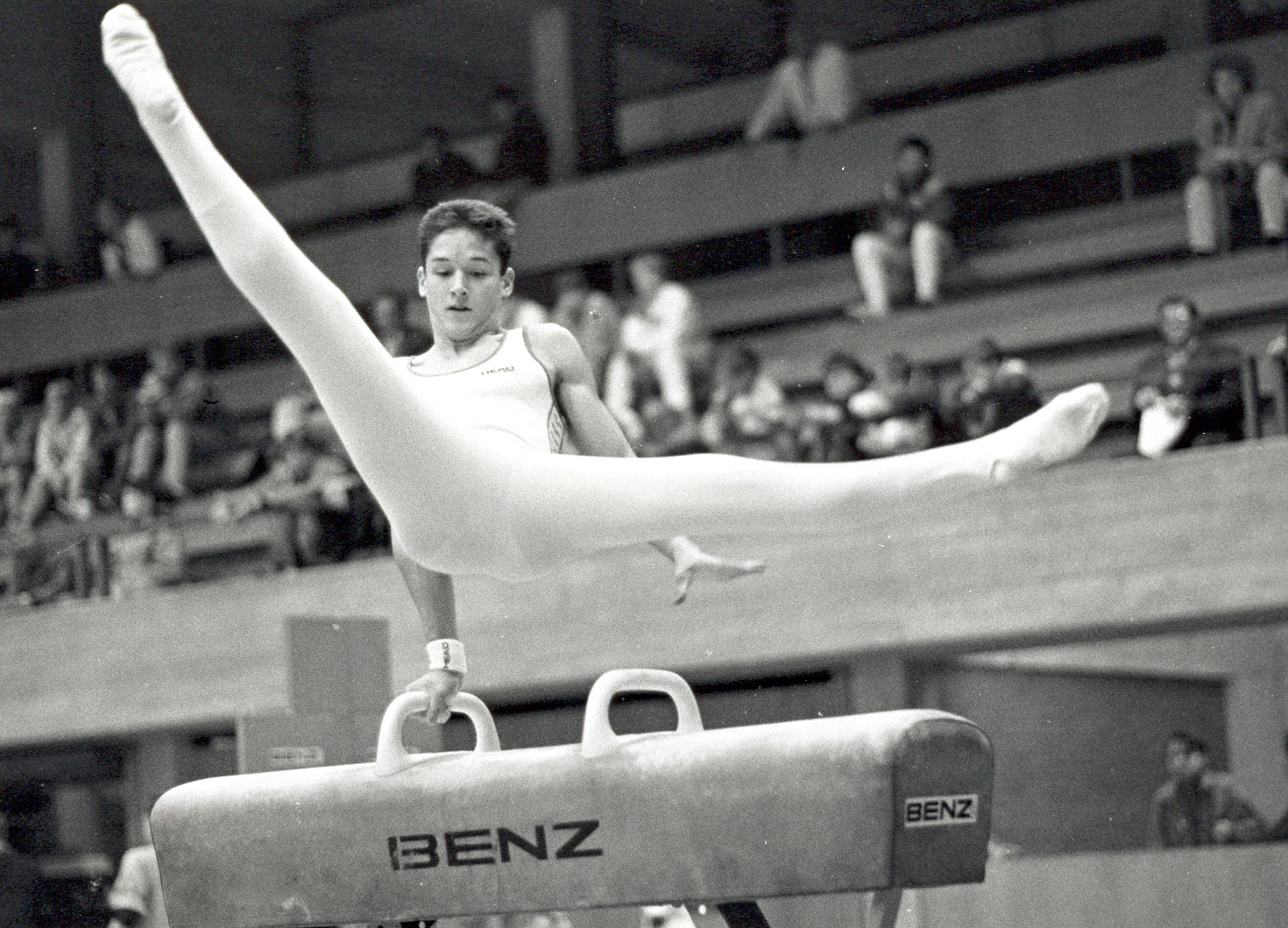
Pauschenpferd

## Sonstiges
Aus ehemaligen Turngeräten werden unter anderem exklusive Designermöbel gefertigt.